# Beat Mändli
Beat Mändli, född den 1 oktober 1969 i Laufen-Uhwiesen i Schweiz, är en schweizisk ryttare.
Han tog OS-silver i lagtävlingen i hoppning i samband med de olympiska ridsporttävlingarna 2000 i Sydney.